# Bolschoi-Eispalast
Die Bolschoi-Eispalast (russisch Ледовый дворец «Большой») ist eine Multifunktionsarena in Sotschi, Russland. Die Arena war neben der Schaiba-Eisarena Austragungsort der olympischen Eishockeyturniere 2014. Die Halle ist seit 2014 Austragungsort der Heimspiele des Eishockeyclubs HK Sotschi aus der Kontinentalen Hockey-Liga.

## Geschichte
Die Arena wurde 2012 fertiggestellt und fasst maximal 12.000 Zuschauer. Ursprünglich sollte die Errichtung der Arena etwa 180 Millionen US-Dollar kosten, am Ende betrugen die Baukosten 300 Millionen US-Dollar. Als Testwettkampf im Vorfeld der Olympischen Winterspiele wurde die Eishockey-Weltmeisterschaft der U18-Junioren im April 2013 in Sotschi ausgetragen.
Zur Saison 2014/15 nahm der neu gegründete HK Sotschi aus der KHL seinen Spielbetrieb in der Arena auf. Für das am 25. Januar stattfindende KHL All-Star Game 2015 wurde die Halle in Sotschi ausgewählt. Daneben wird die Arena auch für Konzerte genutzt.

## Galerie

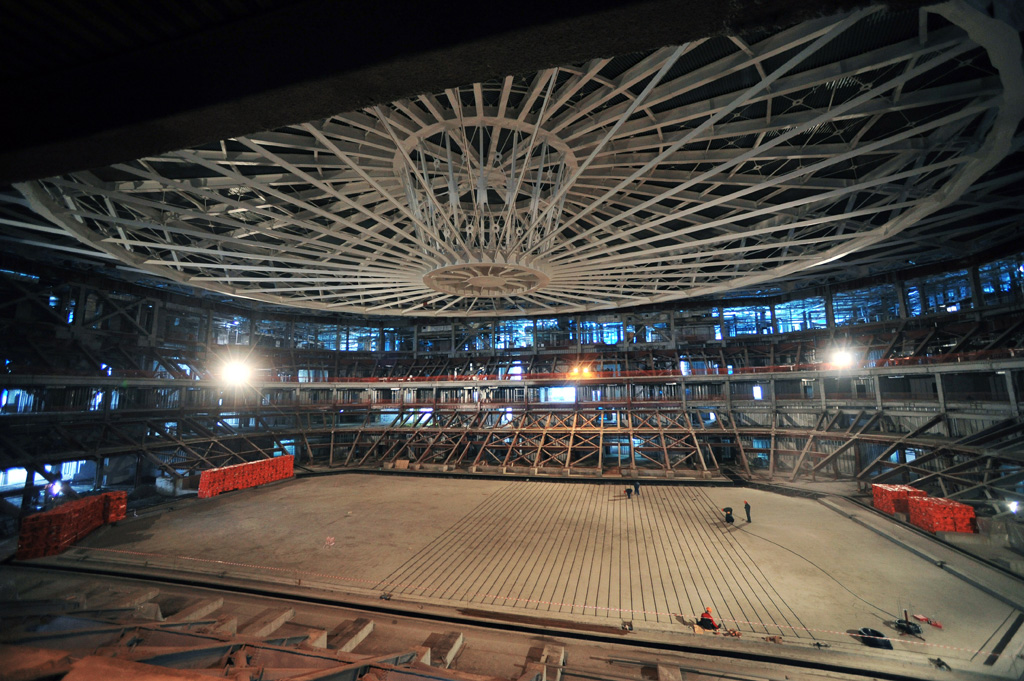
Der Innenraum während der Bauphase im Februar 2012
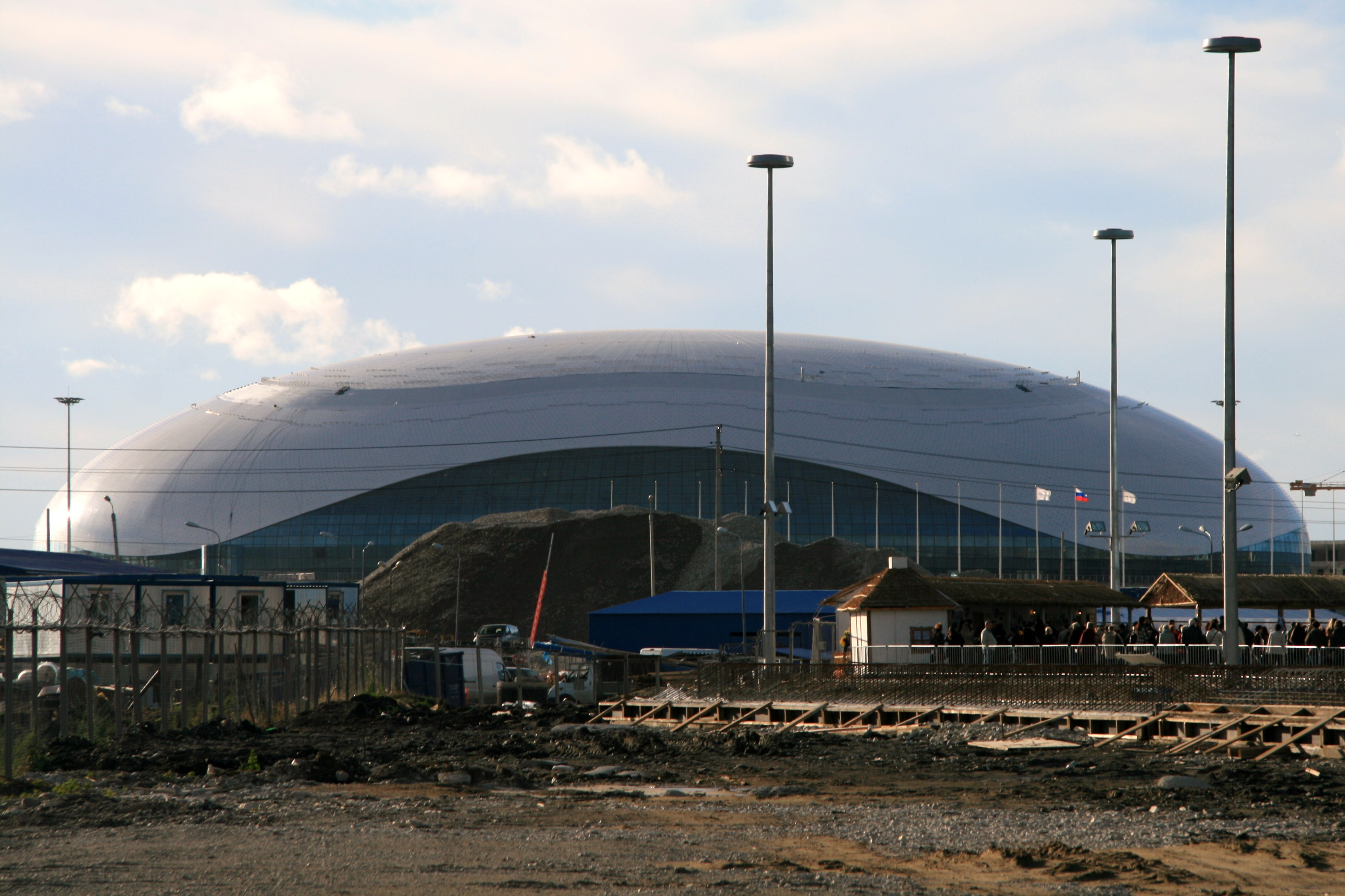
Fassade während der Bauphase (Dezember 2012)
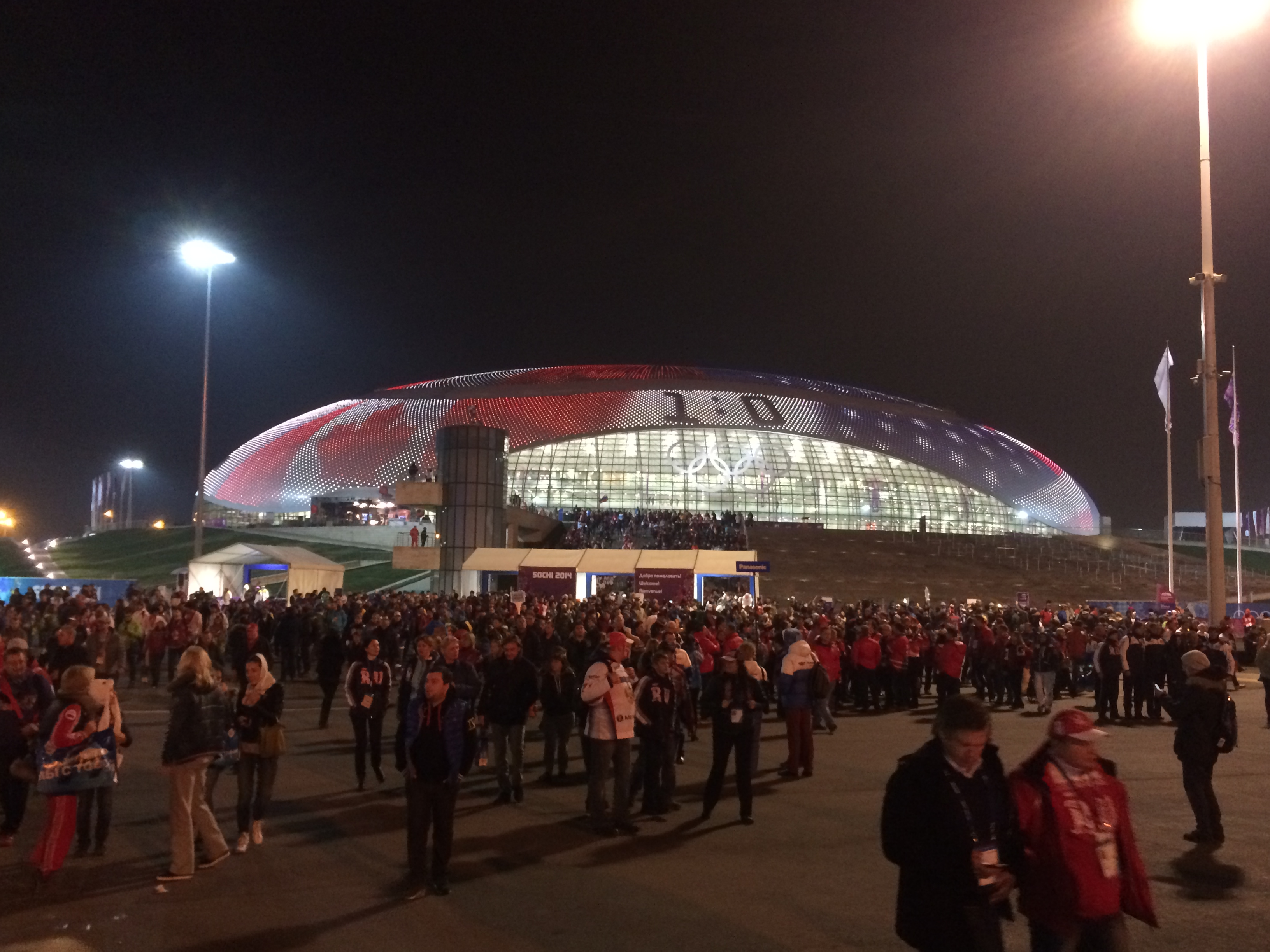
Die Dachfläche lässt sich mit LED-Lampen beleuchten.
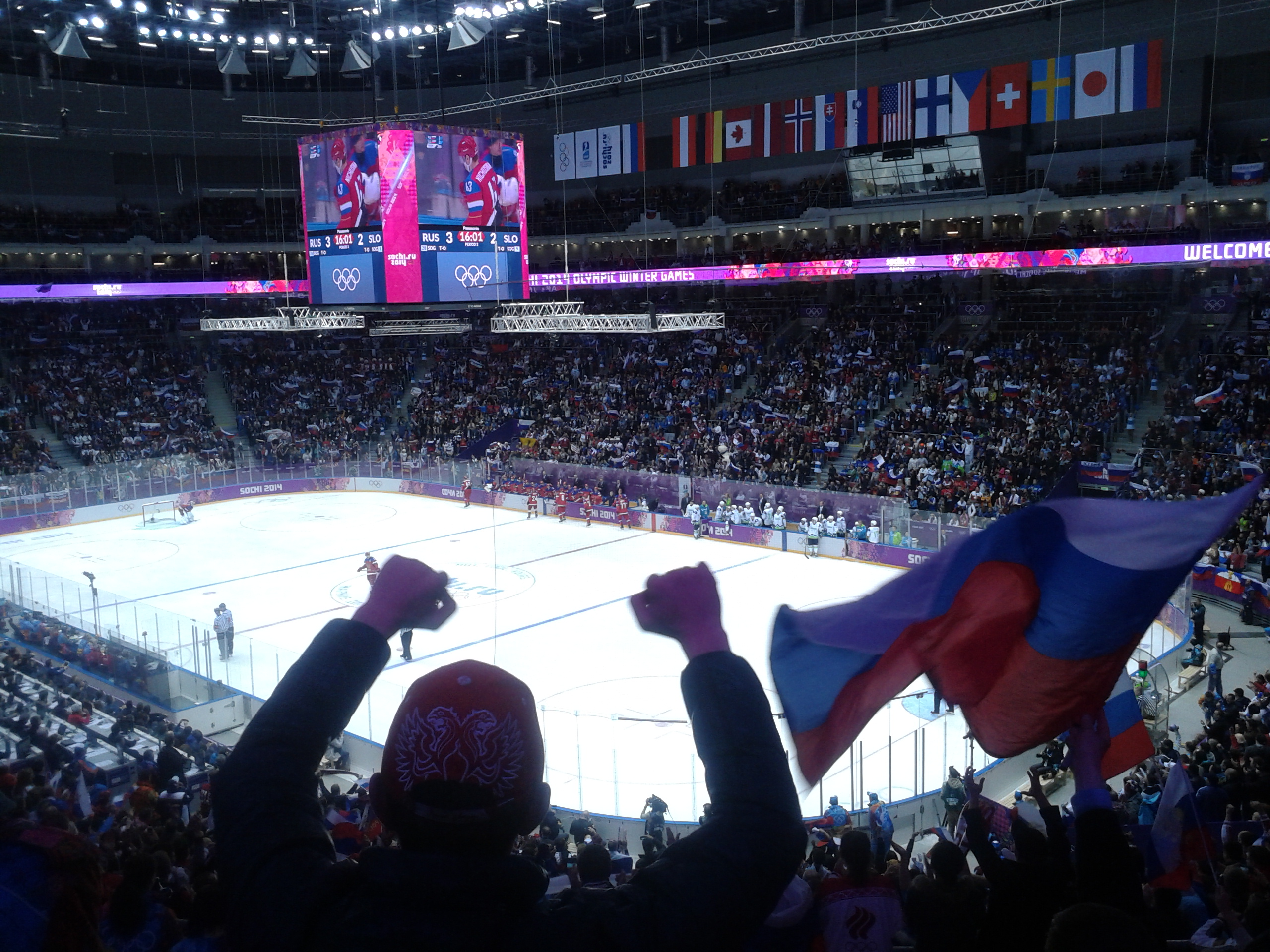
Vorrundenspiel der Olympischen Winterspiele im Bolschoi-Eispalast zwischen Russland und der Slowakei (4:2).